# 党卫队申请人
党卫队申请人（德語：SS-Bewerber）是纳粹德国党卫队在1934-1945年间使用的一个职衔。申请加入党卫队者会获得党卫队申请人职衔，这也是党卫队职衔体系中级别最低的职衔。在一般党卫队中，在授予某人党卫队候补员（SS-Anwärter）之前，会先授予其党卫队申请人职衔。